# Ranunculus circinatus
Espèce
Synonymes
- Batrachium caespitosum Gray[1]
- Batrachium circinatum (Sibth.) Spach (préféré par BioLib)[2]
- Batrachium divaricatum Auct.[2]
- Batrachium foeniculaceum (Gilib.) Krecz.[2]
- Ranunculus foeniculaceus Gilib., 1782

Ranunculus circinatus, la Renoncule en crosse, est une espèce de plantes herbacées de la famille des Renonculacées.

## Variété
Selon Tropicos (26 février 2023) :
- Ranunculus circinatus var. subrigidus (W.B. Drew) L.D. Benson